# Julian Apostata (Vrchlický)

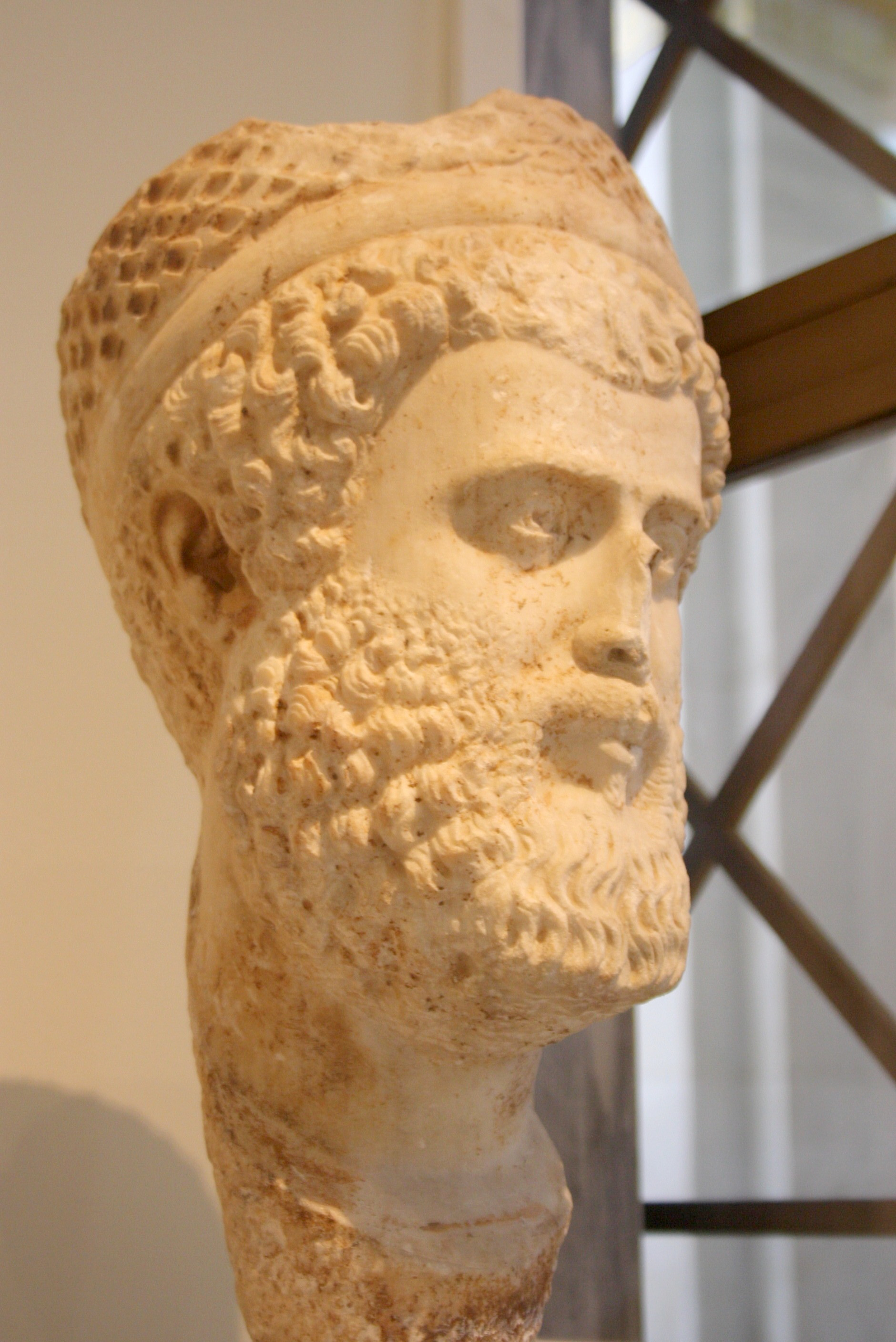
Popiersie Juliana Apostaty

Julian Apostata – tragedia czeskiego poety i dramaturga Jaroslava Vrchlickiego, opublikowana w 1888. Sztuka składa się z pięciu aktów. Jest napisana prozą. Opowiada o losach rzymskiego cesarza Juliana, zwanego Apostatą (czyli odstępcą), ponieważ porzucił wiarę chrześcijańską, w której był wychowany, i powrócił do tradycyjnej religii Rzymu.